# Luthereken

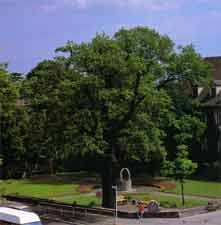
Luthereken i Wittenberg.

Luthereken är en ek som står i östra delen av Gamla stan i Wittenberg, Tyskland. Trädet markerar ungefär den plats framför Elsterporten där Martin Luther den 10 december 1520 under bifall av studenterna i Wittenberg brände den påvliga kanoniska rätten och påven Leo X:s bannbulla Exsurge Domine. Med orden "Eftersom du har hädat den heliga Herren, skall den eviga elden förtära dig" medförde detta även en brytning med den romersk-katolska kyrkan.
Under befrielsekriget år 1813 fälldes den dåvarande eken av fransmännen. Den 25 juni 1830 återplanterades en ny ek. 1924 uppfördes den nuvarande anläggningen med Paul-Friedrich-brunnen och en stenbänk skapade av skulptören Rex.
Lutherekar förekommer i flera tyska städer som minne av Martin Luther eller i sammanhang som har direkt beröring med reformatorer.